# Борчук Марія Василівна
Марія Василівна Борчук (нар. 24 березня 1970) — українська футболістка.

## Життєпис
Футбольну кар'єру розпочала в клубі «Арена-Господар». У футболці столичного клубу взялу участь у першому розіграші незалежного чемпіонату України серед клубів Вищої ліги. У складі киянок у Вищій лізі зіграла 36 матчів та відзначилася 2-а голами. Разом з «Ареною» вигравала чемпіонат та кубок країни.
Після розформування столичного клубу перейшла до ФК «Донецьк». У складі донецького клубу зіграла 13 матчів. По завершенні сезону залишила склад команди.
Напередодні старту сезону 1995 року приєдналася до столичного «Спартака». Зіграла 6 матчів у Вищій лізі, після чого залишила команду.
Напередодні початку сезону 2000 року перейшла до ірпінського «Динамо», у футболці якого зіграла 3 матчі у Вищій лізі.

## Досягнення
«Арена-Господар»
- Вища ліга чемпіонату України
  -  Чемпіон (1): 1993
  -  Срібний призер (1): 1992

- Кубок України
  -  Володар (1): 1993
  -  Фіналіст (1): 1992

«Донецьк»
- Вища ліга чемпіонату України
  -  Чемпіон (1): 1994

- Кубок України
  -  Володар (1): 1994

«Спартак» (Київ)
- Вища ліга чемпіонату України
  -  Бронзовий призер (1): 1995